# 麻江县
麻江县是中华人民共和国贵州省黔东南苗族侗族自治州下属的一个县。面积1222平方公里，2002年人口21万。邮政编码557600，县政府驻杏山街道。

## 行政区划
麻江县下辖2个街道办事处、4个镇、1个民族乡：

杏山街道、金竹街道、谷硐镇、宣威镇、龙山镇、贤昌镇和坝芒布依族乡。

## 交通
- 320国道过境。